# اورخووک (استان لوبلین)
اورخووک (به لهستانی:  Orchówek) یک روستا در لهستان است که در گمینا وووداوا واقع شده‌است. اورخووک ۱٬۰۳۵ نفر جمعیت دارد و ۱۵۸ متر بالاتر از سطح دریا واقع شده‌است.